# فاطمة بنت عوف
فاطمة بنت عوف بن عدي بن حارثة البارقي : امرأة جاهلية، من أمهات النبي ﷺ.وهي زوجة يقظة بن مرة، وأم مخزوم؛ وإليه يَنتسب بنو مخزوم وبه اشتهرت القبيلة دون أبيه يقظة لكثرة عقبه. وإليه تنحدر جدة النبي لأبيه فاطمة بنت عمرو، وأم المؤمنين أم سلمة، والصحابي خالد بن الوليد.

## حديث أنا ابن الفواطم
وروى ابن عساكر بسنده عن النبي ﷺ أنه قال يوم أحد: «أنا ابن الفواطم»، وروى يحيى بن الحسين الشجري بسنده عن الحسن بن محمد: « الفواطم اللواتي انتمى إِليهن النبي ﷺ خمس وهن: فاطمة بنت عمرو بن عايذ بن عمران بنِ مخزومٍ، وهي أم عبد اللّه بن عبد المطّلب، وفاطمة بنت عبد الله بن رِزام بن جحوش بن عهير بن وديعة بن الحارث، وفاطمة بنت عوف بن عديّ بن حارثَة بن بارق، وهي أم مخزومِ بن يقظة بن مرة»،وقال الطالبي: «والرابعة فاطمة بنت عوف بن عدي بن حارثة البارقي بارقِ الأزدِ وهي أُمّ مخزوم بن مرة بن كعب». وروى ابن عساكر بسنده عن عبد الملك بن هشام قال: « الرابعة فاطمة بنت عوف بن عدي بن حارثة البارقي بارق الأزد وهي أم مخزوم بن يقظة بن مرة بن كعب».

## النسب
- هي: فاطمة بنت عوف بن عدي بن حارثة بن عوف بن كنانة البارقي بن بارق بن عدي بن حارثة بن عمرو مزيقياء بن عامر ماء السماء بن حارثة الغطريف بن امريء القيس بن ثعلبة بن مازن بن الأزد بن سبأ.
- أبناء: مخزوم بن يقظة: وإليه يتنسب بنو مخزوم بطن من قريش، وإليه تنحدر جدة النبي لأبيه فاطمة بنت عمرو، وأم المؤمنين أم سلمة، والصحابي خالد بن الوليد.[9]
- أقارب: أسماء بنت سعد بن عدي بن حارثة بن عوف بن كنانة البارقي (ابنة عمّ). وهي أم يقظة بن مرة، وجدة مخزوم بن يقظة.